# Supin
 Ovo je glavno značenje pojma Supin. Za hrvatski otok u Jadranu pogledajte Supin (otok).
U gramatici, supin ili namjenik je vrsta glagolske imenice. 
Po svom postanku on je krnji oblik infinitiva. Hrvatski jezik poznaje dva oblika supina, supin I., i supin II. dok u hrvatskom standardnom jeziku postoji samo jedna vrsta supina (supin II.), ali počesto poradi miješanja s infinitivom i ispremetanja slovnice njegovo razlikovanje gotovo se zatrlo. Pak se supin tako nerijetko zamjenjuje infinitivom ili obrnuto.

## Supin u hrvatskom jeziku

### Supin I.
Supin I. koristi se s glagolima kretnje; idem spavat, pošli su pjevat...

### Supin II.
Supin II. koristi se s pomoćnim glagolom htjeti; ljubit ću, ako hoćete pjevat, ja ću doć...

### Supin u hrvatskom standardnom jeziku
Supin u standardnom je jeziku izgubio svoj prvi oblik gdje ga zamjenjuje infinitiv; idem spavati, Pošli su pjevati i očuvao se samo u drugom obliku s posebnim pravilima. Uvijek dolazi ispred pomoćnoga glagola htjeti; pjevat ću, umrijet ću... dok ga u izmijenjenom redoslijedu zamjenjuje infinitiv; hoću pjevati, ja ću umrijeti. Glagoli koji u infinitivu svršavaju na -ći umjesto na -ti izgubili su supin u potpunosti te se uvijek zamjenjuju infinitivom ; doći ću, reći ću, hoću leći
Isto tako valja razlikovati supin od infintiva kad infinitiv u narječnom jeziku; nije mi dala pjevat’ što nije supin nego oskvrnuti oblik infinitiva u kojem infinitiv glasi; pjevat, gledat..., sličan u pojavi inim slavenskim jezicima, te se to valja razlikovati slično k drugoj pojavi glagoskoga priloga sadašnjega koji glasi pjevajući, gledajući, ljubeći... dok je krnji oblik njih pjevajuć’, gledajuć’, ljubeć’...

## Supin u drugim jezicima

### U latinskom jeziku
U latinskom postoje dva oblika supina. Nastali su od akuzativa i dativa ili ablativa glagolske imenice četvrte deklinacije. Oblik u akuzativu je četvrti osnovni dio glagola koji se navodi u rječniku (od gl. amo,1. amavi,amatum, amatum je supin), po obliku je jednak akuzativu jednine srednjeg roda participa perfekta pasivnog, dakle završava na -um. 
Koristi se samo s glagolima kretanja i označava namjeru, prevodi se infinitivom ili namjernom rečenicom (da pobjedi,da ...). Na primjer, "Gladiatores adfuerunt pugnatum"  
na latinskom znači: "Gladijatori su došli da se bore" ili "Gladijatori su došli boriti se", "I dormitum!" znači "Idi spavati". 
Drugi oblik supina koristi se s pridjevima i nekim izrazima s glagolom esse (fas est,nefas est...). Nastao je od dativa svrhe dativus finalis ili od ablativa obzira ablativus respectivus (odgovara na pitanje: s obzirom na što).
Najjednostavnije rečeno tvori se tako da od supina na -um odbacimo završno -m i produljimo "u". Prevodi se infinitivom.
Primjeri: "Multae res faciles sunt dictu, difficiles sunt factu". (dictu i factu su supini)-"Mnoge stvari su lagane za reći, a teške su za napraviti.". "Horribile visu est"-" Strašno (je) za vidjeti"

### U slovenskom jeziku
U slovenskom jeziku supin se naziva namenilnik (slično kako se u hrvatskom još zove namjenik), uporaba supina je slična onoj u hrvatskomu jeziku, ali zbog nedostatka futura prvoga u slovenskom jeziku supin se koristi samo s glagolima kretnje. Jutri grem nakupovat., Mojca je prišla povedat veselo novico., Odhitel je delat.